# Nikołaj Zielinski
Nikołaj Dmitrijewicz Zielinski (ros. Николай Дмитриевич Зелинский), ur. 25 stycznia?/6 lutego 1861 w Tyraspolu, zm. 31 lipca 1953 w Moskwie – rosyjski i radziecki chemik organiczny, jeden z twórców katalizy organicznej i petrochemii, członek Akademii Nauk ZSRR.

## Życiorys
W wieku 10 lat rozpoczął naukę w szkole powiatowej w Tyraspolu i po dwuletnim okresie przygotowawczym wstąpił do Odeskiego Gimnazjum im. Richelieu. Po jego ukończeniu w 1880 roku rozpoczął studia w Noworosyjskim Uniwersytecie w Odessie na wydziale matematyczno-fizycznym. Po jego ukończeniu (w 1884) obronił pracę magisterską (w 1889) i doktorską (1891). W latach 1893–1953 był profesorem Uniwersytetu Moskiewskiego (z wyjątkiem lat 1911–1917, kiedy to wraz z grupą wykładowców opuścił uniwersytet w proteście przeciw polityce ministra oświaty narodowej Lwa Kasso). W 1935 aktywnie uczestniczył w organizacji instytutu chemii organicznej Akademii Nauk ZSRR, w którym następnie kierował szeregiem laboratoriów. Od 1953 roku instytut ten nosi jego imię. Autor ponad 40 prac z dziedziny chemii organicznej, związanych głównie z krakingiem ropy naftowej.
Jego badania nad adsorpcją, doprowadziły w 1915 roku do skonstruowania maski przeciwgazowej z pochłaniaczem węglowym. Zielinski nie opatentował swojego wynalazku. W 1916 maska ta została zaakceptowana przez państwa Ententy jako stały element uzbrojenia armii. Obecnie jest to najbardziej popularny typ maski przeciwgazowej na świecie.
Był jednym z organizatorów Ogólnozwiązkowego Towarzystwa Chemicznego im. D. Mendelejewa i jego (od 1941) honorowym członkiem.
Jego uczniami byli wybitni chemicy radzieccy: Alieksiej Bałandin, Leonid Wereszczagin, Siergiej Namiotkin, Aleksander Niesimiejanow, Iosif Mamiedaliew, Borys Michaiłow, Witalij Longinow, Lew Czugajew, i in.
Pochowany na Cmentarzu Nowodziewiczym w Moskwie.

## Pamięć
Ma ulice swojego imienia w Moskwie i innych miastach Rosji. W rodzinnym domu Zielinskiego w Tyrasopolu, obecnie na terenie Mołdawii, istnieje poświęcone mu muzeum. W mieście tym znajduje się również jego pomnik. W 1961 roku, w 100. rocznicę urodzin Zielinskiego, poczta ZSRR wydała okolicznościowy znaczek.

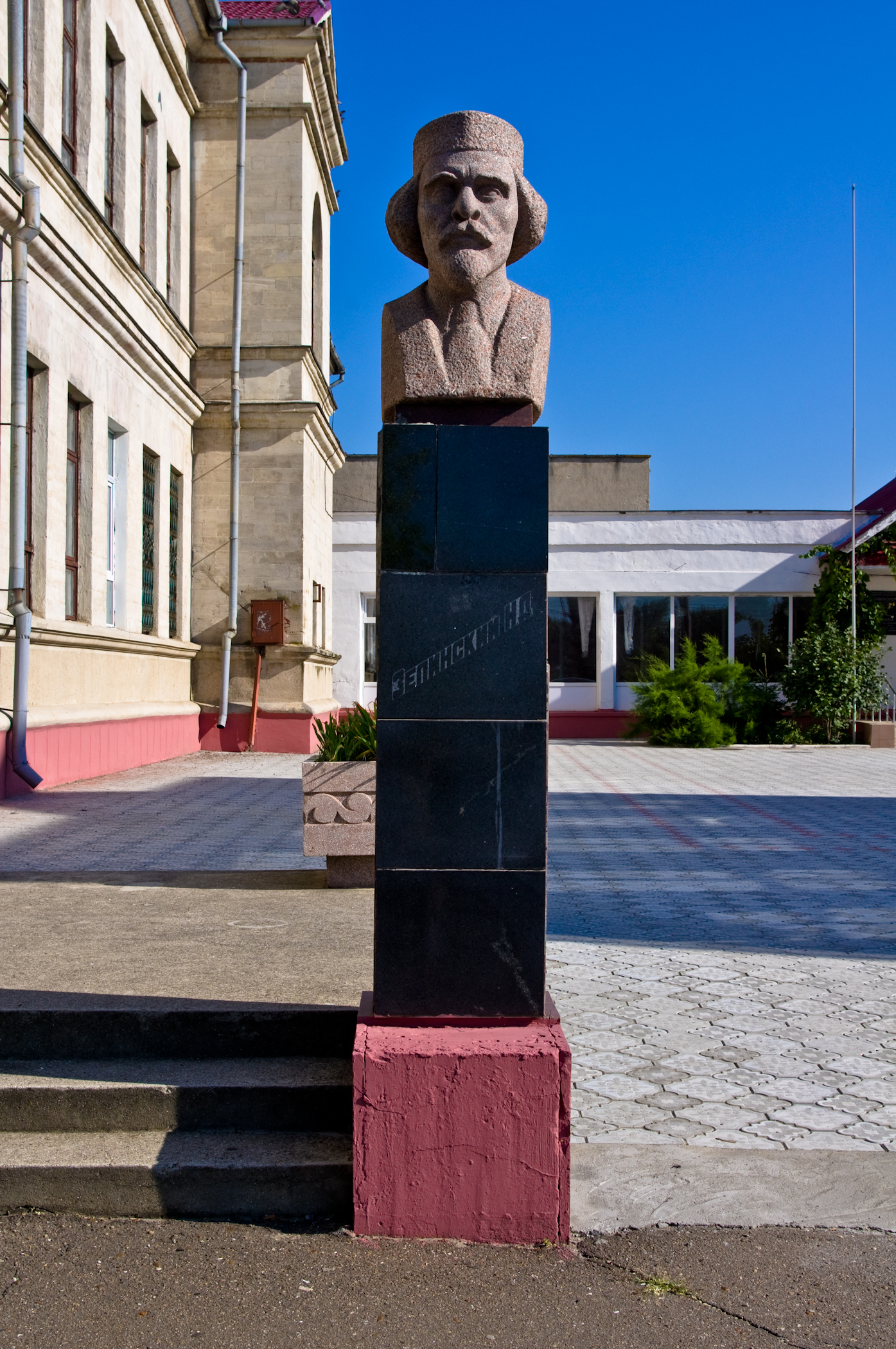
Pomnik Zielinskiego w rodzinnym Tyraspolu
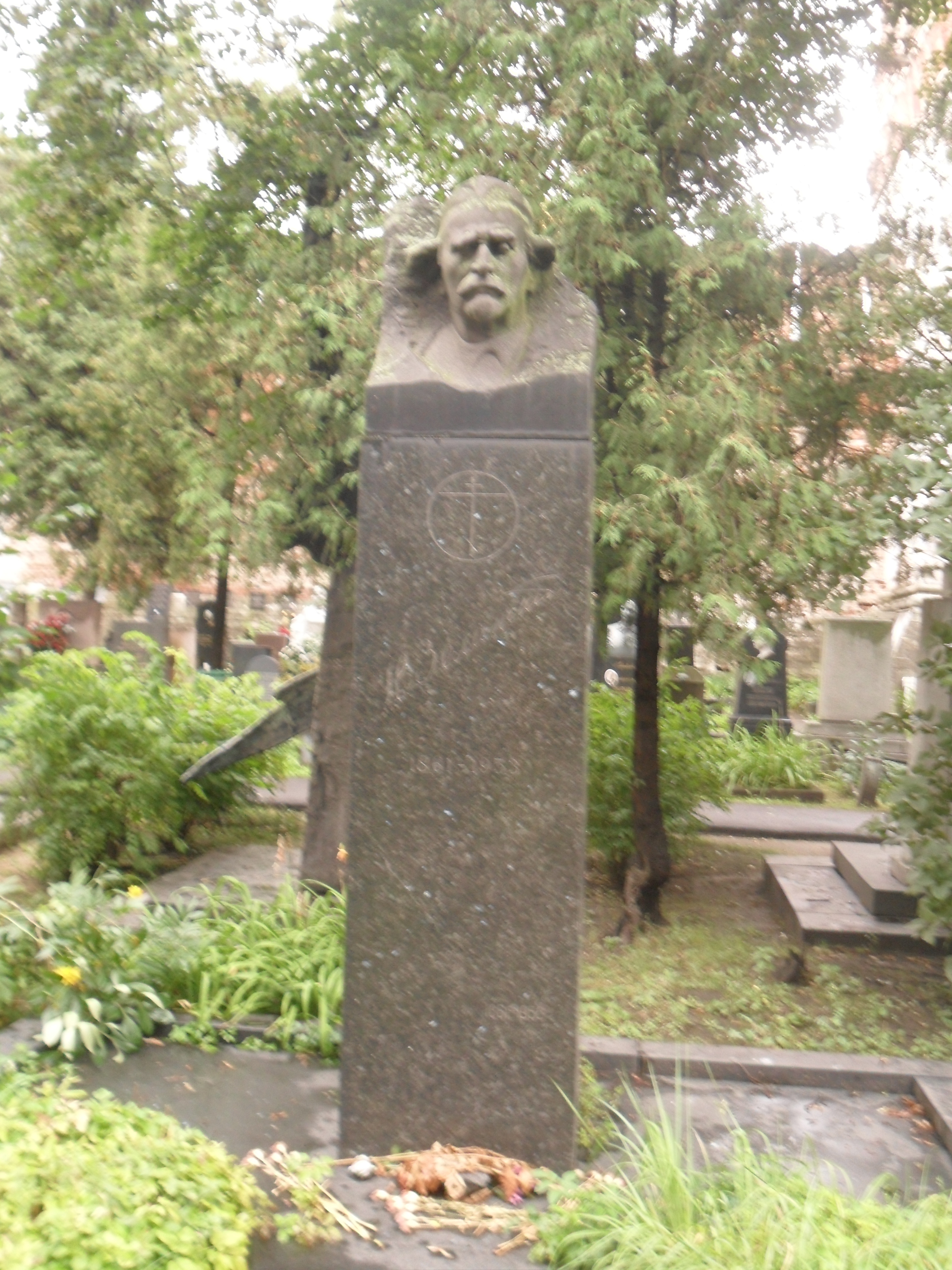
Nagrobek Zielinskiego na Cmentarzu Nowodziewiczym w Moskwie
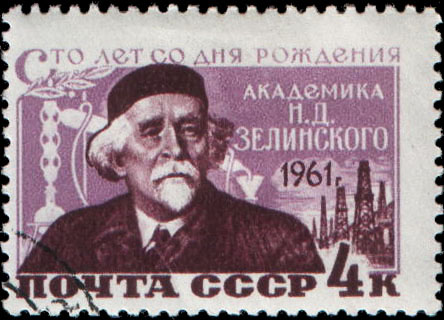
Znaczek okolicznościowy poczty ZSRR wydany w 100-letnią rocznicę urodzin Zielinskiego

## Publikacje
Publikacje naukowe Zielinskiego zostały wydane w zbiorach: Izbarannyje trudy, t. 1-2, Moskwa – Leningrad, 1941 i Sobranie trudow, t. 1-4, Moskwa 1954–1960.

## Nagrody i odznaczenia
- Bohater Pracy Socjalistycznej (1945)
- Nagroda Leninowska (1936)
- Nagroda Stalinowska (1942, 1946, 1948)
- Order Lenina (czterokrotnie)